# Raúl Pini
Raúl Pini   (Fray Bentos, 2 de juny de 1923 - 2 d'octubre de 1988) fou un futbolista uruguaià de la dècada de 1940.
Fou 12 cops internacional amb la selecció de l'Uruguai.
Pel que fa a clubs, defensà els colors de Nacional de Montevideo i Millonarios de Bogotà com a principals clubs.